# Madre Tierra (Oye)
«Madre Tierra (Oye)» es una canción interpretada por el cantante puertorriqueño Chayanne lanzado como el tercer sencillo de su decimoquinto álbum de estudio En todo estaré, el 25 de agosto de 2014. La canción fue escrita por Beatriz Luengo.

## Formatos
Descarga digital
1. "Madre Tierra (Oye)" - 3:23

## Versiones oficiales
- Álbum Versión - 3:25[5]

## Posicionamientos en las listas
| Lista (2015)                       | Mejor posición |
| ---------------------------------- | -------------- |
| México (Billboard Mexican Airplay) | 34             |
| México (Monitor Latino)            | 8              |
| Spain (PROMUSICAE)                 | 19             |
| US Hot Latin Songs (Billboard)     | 40             |
| US Latin Pop Songs (Billboard)     | 54             |
| Venezuela (Record Report)          | 80             |

| Lista (2015)       | Posición |
| ------------------ | -------- |
| US Latin Songs     | 31       |
| US Latin Pop Songs | 60       |

## Certificaciones
| País   | Organismo certificador | Certificación    | Ventas certificadas | Ref.   |
| ------ | ---------------------- | ---------------- | ------------------- | ------ |
| México | AMPROFON               | 2× Platino + Oro | 40,000              | [ 12 ] |